# Cieśnina Jonesa

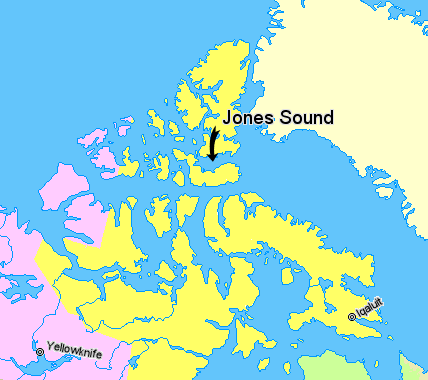
Cieśnina Jonesa

Cieśnina Jonesa (ang. Jones Sound) – cieśnina oddzielająca wyspę Devon od Wyspy Ellesmere’a (w Kanadzie).